# Alopecosa madigani
Alopecosa madigani är en spindelart som först beskrevs av Hickman 1944.  Alopecosa madigani ingår i släktet Alopecosa och familjen vargspindlar.
Artens utbredningsområde är Northern Territory, Australien. Inga underarter finns listade i Catalogue of Life.